# Bruno Berger-Gorski
Bruno Berger-Gorski (* 8. August 1959 in Hagen) ist ein deutscher Regisseur mit polnischen Wurzeln. Er lebt in Wien und Köln. Er gründete das 'Musiktheater Wien' und das 'Europäische Musiktheater eV', die sich für Ausgrabungen zu Unrecht vergessener Komponisten und für Ur-Aufführungen von Werken zeitgenössischer Komponisten einsetzen.

## Werdegang
Bruno Berger-Gorski besuchte das Albrecht-Dürer-Gymnasium in Hagen und das Zeppelin-Gymnasium in Lüdenscheid. Er studierte Theater-, Musikwissenschaften und Kunstgeschichte an der Universität Erlangen-Nürnberg und der Universität Wien und schloss mit dem Magister ab. Er beschäftigte sich in diesem Zusammenhang wissenschaftlich mit Dirk D’Ase, über den er das Werk Dirk D’Ase und sein musikdramatisches Werk mit besonderer Berücksichtigung der Uraufführung „Einstein, Spuren des Lichts“ verfasste. Seine Uraufführungen von Dirk D’Ases Einstein am Ulmer Theater und die Uraufführung von Adriana Hölszkys Trilogia in Bonn wurden überregional beachtet. Berger-Gorski interessiert sich besonders für Wiederentdeckungen selten gespielter Opern und für zeitgenössische Kompositionen. Er inszenierte Werke u. a. von Udo Zimmermann, Ella Milch-Sheriff, Giselher Klebe, Tom Johnson, Manfred Trojahn, Knut Vaage und Camille Kerger. Seine Inszenierung von Offenbachs Rheinnixen am Theater Trier wurde als Wiederentdeckung des Jahres 2005 im Jahrbuch der Fachzeitung opernwelt prämiert. Berger-Gorski ist der einzige aktive Deutsche Opernregisseur, der bereits auf vier Kontinenten inszeniert hat. Er inszenierte u. a. an der Staatsoper Hamburg (La Cenerentola, 1998), im Gran Teatre del Liceu in Barcelona (La forza del destino, 1996), am Theatro Sao Pedro in São Paulo und am Nationaltheater Prag. Darüber hinaus inszenierte er in Manaus, Mumbai, in Miami an der Florida Grand Opera, in Ashkelon in Israel, Mexiko-Stadt, am Teatro Colón in Buenos Aires, Lucca, Bergamo, Helsinki, Salzburg und Wien.
Berger-Gorski war auch als Dozent tätig, z. B. hat er an der Sibelius-Akademie Helsinki, an der Royal Academy Kopenhagen, an den Musikhochschulen in Göteborg und Detmold Regie- und Gesangsstudenten unterrichtet. An der Universität für Musik und darstellende Kunst in Wien war Berger-Gorski als Gastprofessor tätig. Des Weiteren hat er Seminare an der Universität Köln und an der Friedrich-Alexander-Universität Erlangen gehalten.
2015 inszenierte und produzierte er Erst- und Uraufführungen von Josef Tal und Ella Milch-Sheriff in Bonn, Luxemburg und Wien. Für die Inszenierung in der Bundeskunsthalle in Bonn konnte Berger-Gorski Marino Formenti als Dirigenten gewinnen. Die Oper war in Zusammenhang mit einer Rauminstallation von Daniel Spoerri zu sehen und fand anlässlich des Deutsch-Israelischen Jahres 2015 und in Gedenken an die November-Pogrome statt. Berger-Gorski nutzte dabei auch aktuelle Bezüge und verknüpfte Josef Tals Kammeroper Der Garten mit der Flüchtlingskrise und dem Attentat auf die Kölner Oberbürgermeisterin Henriette Reker.
Die israelische zeitgenössische Kammeroper Else (Josef Tal) kombinierte Berger-Gorski 2016 mit Ein Lied (Luca Lombardi) als szenische Erstaufführung über Else Lasker-Schüler und mit Conversation with a stone (Ella Milch-Sheriff). Mit dieser Produktion wurde Berger-Gorski in die Synagoge zum Weißen Storch in Breslau im Rahmen des Programms zur europäischen Kulturhauptstadt eingeladen. Des Weiteren fand eine Aufführung unter der Schirmherrschaft des israelischen Botschafters Yakov Hadas-Handelsman in der Hochschule für Musik und Tanz Köln statt.
Berger-Gorski inszenierte 2017 die Oper Else als Collage zusammen mit den Stücken Mein blaues Klavier und Scene von Josef Tal während der Salzburger Festspiele. Die szenische Uraufführung fand im Museum der Moderne statt, eine zweite Aufführung in der Synagoge in Salzburg. Als Darsteller konnte Berger-Gorski Julia Gschnitzer gewinnen. Zudem trat Shmuel Barzilai, Oberkantor der jüdischen Gemeinde in Wien, im Stück auf und sang anschließend einen Kaddisch für Else Lasker-Schüler. Als Sprecher wirkten zudem Marko Feingold und Sandra Kreisler mit.
In der Dallas Opera inszenierte Berger-Gorski im Oktober 2017 Samson et Dalila mit Olga Borodina (Dirigent: Emmanuel Villaume).
Im Mai 2018 inszenierte Berger-Gorski Kammeropern von Josef Tal über Else Lasker-Schüler im Rahmen des Jaffa Festivals in Tel Aviv in Zusammenarbeit mit Yuval Zorn und den Israel Contemporary Players. Die Produktion wurde anschließend zum Jüdischen Kulturfestival nach Krakau eingeladen.
In der Spielzeit 2018/2019 inszenierte Berger-Gorski am Theater Biel zwei Kurzopern des 20. Jahrhunderts von Péter Eötvös und Salvatore Sciarrino. Diese fanden als Schweizer Erstaufführung mit Yannis Pouspourikas als Dirigenten statt.
Er inszenierte 2019 im Gesher-Theater in Tel Aviv die israelische Erstaufführung von Peter Eötvös’ Der goldene Drache (Dirigent: Nagy Zsolt) und wurde mit der Produktion und den Musikern der Israelian Contemporary Players aus Israel zum Bartok Plusz Festival nach Ungarn eingeladen.
Außerdem inszenierte er an der Volksbühne Köln zum Offenbach-Jahr die selten gespielten Werke „Pepito“, „Ehemann vor der Türe“ und „Lucia di Lammermoor“ in Deagu (Südkorea). Zum 200-jährigen Beethoven-Jubiläum wurde Berger-Gorski für eine Neuinszenierung von „Fidelio“ ans Staatstheater Košice eingeladen.
2020 produzierte und inszenierte er während der Corona-Pandemie die zeitgenössischen Roma-Kammeropern „Rromano Kidipe“ von Adrian Gaspar und „Wier schemen unz“ von Koloman Polak über Roma-Zeitzeugen, die den Holocaust überlebten. Beide Kammeropern wurden weltweit im Rahmen der IHRA vom Auswärtigen Amt Berlin ausgestrahlt. 2021 inszenierte Berger-Gorski „Rromano Kidipe“ und “Papusza” von Adrian Gaspar in Wien und „La Rondine“ für Bytom (Polen) in Co-operation mit dem Staatstheater Meiningen.
2022 war Berger-Gorski für „Lucia di Lammermoor“ in Deagu/Korea eingeladen und produzierte mit dem “Musiktheater Wien” eV „Mahagonny Songspiel“ /Weill für Wien, das jüdische Festival in Krakau und Tel Aviv. Im Mai 2023 inszenierte er “Lucia di Lammermoor” mit Jessica Pratt / Xabier Anduaga am Teatro Perez Galdos in Las Palmas und im September 2023 ist er beim Festival in Belem/Brasilien eingeladen für eine neue “Lucia di Lammermoor” mit brasilianischen Künstlern und Kurt Weill-Szenen im Rahmen einer Sonderveranstaltung über verfolgte jüdische Komponisten durch den österreichischen Botschafter Scholz. Im Herbst 2023 wird Berger-Gorski an der Kammeroper Warschau Weinberg`s “Lady Magnesia” inszenieren und 2024 ist er wieder am Teatro Perez Galdos in Las Palmas für “Roberto Devereux”/Donizetti eingeladen. 2025 ist eine Krenek-Wiederentdeckung in Wien als österreichische Erst-Aufführung geplant.

## Inszenierungen (Auswahl)
| Jahr | Inszenierung |
| ---- | --- |
| 2023 | 'Lucia di Lammermoor' / Donizetti für Las Palmas, Teatro Perez Galdos, Gran Canaria |
| 2022 | 'Mahagonny ein Songspiel' / Weill für Annette Studio, Tel Aviv |
|      | 'Lucia di Lammermoor' / Donizetti für Daegu, Korea |
| 2021 | 'La Rondine' für die Schlesische Oper Bytom / Katowice |
|      | 'Mahagonny ein Songspiel' / Weill für das 'Musiktheater Wien' / Porgy& Bess, Wien |
| 2020 | 'Radames' / Peter Eötvös, 'Lohengrin' / Salvatore Sciarrino für Bozen / Bolzano Fondazione Haydn, Romakammeropern 'Wier schemen unz' / Koloman Polak 'Rromano Kidipe'/ Adrian Gaspar als digitale UA für die IRHA |
| 2019 | 'Radames' / Peter Eötvös 'Lohengrin'/ Salvatore Sciarrino für Biel - Bienne |
|      | 'Entführung aus dem Serail' für die Oper Maribor |
|      | 'Lucia di Lammermoor' für das Opernfestival Daegu / Korea |
|      | 'Der Goldene Drache'/ Peter Eötvös für das Gesher Theater in Tel Aviv als israelische EA und für das Miscolc-Festival als ungarische EA |
|      | La Rondine für das Staatstheater Meiningen mit Leo McFall (Dirigent) |
| 2018 | Hommage an Else-Lasker-Schüler (Josef Tal) beim Jaffa Festival in Tel Aviv, mit Yuval Zorn und den Israel Contemporary Players |
|      | Hommage an Else-Lasker-Schüler (Josef Tal) beim Jüdischen Kulturfestival im Jüdischen Museum Galizien in Krakau, mit Yuval Zorn und den Israel Contemporary Players |
|      | Der Freischütz in der Kammeroper Schloss Rheinsberg, mit Simon Krecic, Junge Kammerphilharmonie Berlin |
| 2017 | Scene, Else und Mein Blaues Klavier von Josef Tal im Museum der Moderne, Salzburg und in der Synagoge Salzburg mit Marko Feingold, Shmuel Barzilai, Einat Aronstein, Julia Gschnitzer und Sandra Kreisler |
|      | Samson et Dalila mit Clifton Forbis, Olga Borodina, Emmanuel Villaume für die Oper Dallas |
| 2016 | Else (Josef Tal) kombiniert mit Ein Lied (Luca Lombardi) und Conversation with a stone (Ella Milch-Sheriff) für die Synagoge zum Weißen Storch in Breslau im Rahmen des Programms zur europäischen Kulturhauptstadt und für die Hochschule für Musik und Tanz Köln                                                                   |
|      | Der Freischütz (Weber) für Theater & Philharmonie Thüringen mit Laurent Wagner (Dirigent) |
|      | Macbeth für die Oper Breslau mit Vladimir Chmelo im Rahmen des Programms zur europäischen Kulturhauptstadt |
|      | Conversation with a stone (Ella Milch-Sheriff) und die Kammeroper Der Garten (Josef Tal) dramaturgisch verbunden durch die Skulptur Carrelino von Daniel Spoerri im Theater Esch (Luxemburg) in Kooperation mit der Oper Bonn, Dirigent Marino Formenti, mit dem Ensemble United Instruments of Lucelin                              |
| 2015 | Conversation with a stone (Ella Milch-Sheriff), szenische UA und die Kammeroper Der Garten (Josef Tal) dramaturgisch verbunden durch die Skulptur Carrelino von Daniel Spoerri in der Bundeskunsthalle Bonn in Kooperation mit der Oper Bonn, Schirmherrschaft Hadar Handelsman (israelischer Botschafter), Dirigent Marino Formenti |
|      | Die Verlobung im Kloster (Prokofjiew) für das Theatro Sao Pedro in Sao Paulo, mit Luiz Fernando Malheiro (Dirigent) |
|      | Baruch’s Schweigen (Ella Milch-Sheriff) für das Stadttheater in Fürth |
| 2014 | Macbeth mit Lucio Gallo, Maria Pia Piscitelli für die Jahrhunderthalle in Breslau |
|      | Otello mit R. D. Smith, Maria Luigia Borsi für Oviedo, Ives Abel (Dirigent) |
|      | Der Liebesfluch, UA, Kammeroper über Georg Trakl (Hans Kraus-Hübner), in Salzburg mit Marino Forementi, Trakl-Gedenkstätte, Bühne: Daniel Spoerri |
|      | Die Zauberflöte für die Oper Maribor, Slowenien |
| 2013 | Don Giovanni für die Janáček-Oper in Brno, Coproduktion mit Teatro del Giglio Lucca, Teatro Donizetti in Bergamo |
|      | Rigoletto für Trier mit Jacek Strauch |
|      | Someone is going to come (Knut Vaage, Jon Fosse) kombiniert mit Mond aus kochender Milch (C. Kerger, N. Helminger), europäische EA für Kaiserslautern, TNL Luxemburg |
|      | Otello für das Theater Bremerhaven mit Ray. M. Wade, Sangmin Lee |
| 2012 | Die Zauberflöte für Opera Zuid, Maastricht |
|      | Don Carlo mit Noa Danon für das Theater Magdeburg – Coproduktion mit dem Nationaltheater Brno |
| 2011 | Lakmé für das Theater Trier mit Adreana Kraschewski |
|      | Mass (Bernstein) szenische Aufführung für die Votiv-Kirche in Wien |
|      | La Bohème für das Theater Hagen, 100-Jahre-Jubiläum mit Jaclyn Bermudez |
| 2010 | Mass (Bernstein) für Opera Bergen als szenische norwegische EA |
|      | Tosca mit Iano Tamar und Gustavo Porta für das Performing Art Center in Mumbai, Indien |
|      | Don Giovanni mit Carlo Colombara für Lucca und Bergamo |
| 2009 | Der Vampyr (Marschner) für die Opernfestspiele Heidenheim |
|      | Vampirabile, Monolog, Es kamen schwarze Vögel (Adriana Hölszky) als szenische UA für Bonn, Kammermusiksaal |
|      | Macbeth für die Janáček-Nationaloper in Brno |
|      | Rigoletto für das Bellas Artes in Mexiko-Stadt, mit Maria Alejandres, Arturo Chacon |
|      | Rigoletto für die Oper Bonn, mit Julia Novikova |
|      | Hänsel und Gretel für Opera Zuid, Maastricht, NL |
| 2008 | Der Freischütz für die Opernfestspiele Heidenheim mit J, Havranova, P. Bernhard |
|      | Les Contes d’Hoffmann für Arenum, Bergen mit P. Bernhard, K. Coresi |
|      | La traviata mit P. Antonucci, Roberto Sacca, P. Gavanelli, Open-air in La Palma im Convento St. Cruz |
|      | La fille du régiment mit Annemarie Kremer für Opera Zuid, Maastricht |
| 2007 | Il trovatore mit G. Oniani für Staatsoper Kazan, Den Haag, |
|      | Titus (Mozart) in der M. Trojahn-Fassung für Würzburg |
|      | Il trovatore mit Ikaia-Purday, G. Oniani, R. Ragatzu für Kaiserslautern |
|      | Norma mit Olga Makarina, Carmen Oprisanu am Nationaltheater Prag |
|      | Hänsel und Gretel für das Theater Greifswald, Stralsund |
| 2006 | La Bohème für die Oper in Thessaloniki mit Alexia Voulgaridou, Andrea Coronella, Bühne: Daniel Dvorak |
|      | Susannah (Carlisle Floyd) als skandinavische Premiere für die Vest Norges Opera in einem Hangar am Flughafen Bergen |
|      | Figaro-Ausschnitte für das Conservatoire Luxembourg |
|      | Samson et Dalila mit J. Perdigon und Graciella Araya für Vest-Norges-Opera |
| 2005 | Die Zauberflöte für die Florida Grand Opera in Miami, USA |
|      | Die Rheinnixen (Offenbach) als deutsche Erst-Aufführung für das Theater Trier, „Wiederentdeckung des Jahres“ (Opernwelt-Jahrbuch) |
|      | Tannhäuser für die Oper in Oviedo, Spanien, mit W. Millgramm, E. Magee, G. Araya, Dirigent: F. Haider, Ausstattung: H. Balthes |
|      | Azrael, Tango-Oper (Dirk D’Ase), deutsche Erstaufführung Theater Trier |
| 2004 | Traviata-Open-Air mit Ana-Maria Kaufmann, Harry Van der Plaas für die Heidenheimer Festspiele |
|      | Einstein (Dirk D’Ase), Uraufführung als Auftragswerk der Stadt Ulm |
|      | Norma (Bellini) für das Amazonas-Festival, Manaus, Brasilien mit L. Flanigan |
|      | Die sieben Todsünden (Kurt Weill) für die Vest Norges Opera, Bergen |
|      | Eugen Onegin für die Vest Norges Opera, Bergen |
| 2003 | Faust (Gounod) für die Vest Norges Opera, Bergen, mit Dario Schmunk, Urban Malmberg, Jana Havranova |
|      | The Rape of Lucretia (Britten) für die Royal Academy of Music, Kopenhagen |
|      | Lucia di Lammermoor für das Landestheater Coburg |
|      | La Bohème Landestheater Salzburg, großes Festspielhaus, mit Olga Mykytenko, Vincente Obuena, Alex Exposito, W. Koch |
| 2002 | La Cenerentola für die Gold Coast Opera in Florida, USA mit J. Rivera |
|      | Abu Hassan (Weber) und Mesdames de la Halle (Offenbach) für die Nationaloper in Athen (Co-Produktion mit der Kammeroper Athen) |
|      | Condor (Carlos Gomes) mit F. Portari für das Amazonas-Festival in Manaus |